# إيلينا أرزاك
إيلينا أرزاك (بالإسبانية: Elena Arzak)، (ولدت في 4 يوليو 1969)،  هي طاهية إسبانية. ورئيسة الطهاة في مطعم أرزاك الحائز على ثلاث نجوم من دليل ميشلان، إلى جانب والدها، خوان ماري أرزاك، حصلت على لقب أفضل طاهية في العالم عام 2012.

## روابط خارجية
- إيلينا أرزاك على موقع IMDb (الإنجليزية)
- إيلينا أرزاك على موقع أول موفي (الإنجليزية)
- إيلينا أرزاك على موقع قاعدة بيانات الفيلم (الإنجليزية)
- إيلينا أرزاك على موقع كينوبويسك (الروسية)